# Säsong 3 av Teenage Mutant Ninja Turtles (1987)
Säsong 3 av Teenage Mutant Ninja Turtles (1987) är seriens tredje säsong, och började sändas i syndikering den 25 september 1989. Under nästan hela säsongen är Teknodromen belägen nära lavan i Jordens innandöme, och Krang, Shredder, Bebop och Rocksteady använder sig av transportmoduler för att färdas mellan Teknodromen och jordytan.

## Lista över avsnitt
| Nr |  | Titel                                                                        |  | Regissör  | Manus                                  |  |  | Originalvisning   |  | TV-kod |  |  |
| --- |  | ---------------------------------------------------------------------------- |  | --------- | -------------------------------------- |  |  | ----------------- |  | ------ |  |  |
| 19 |  | "Beneath These Streets"                                                      |  | Bill Wolf | Michael Reaves                         |  |  | 25 september 1989 |  |        |  |  |
| Shredder återvänder till jordytan från Teknodromen, som hamnat i Jordens innandöme, och Splinter skadas svårt i en strid mot honom. |  |                                                                              |  |           |                                        |  |  |                   |  |        |  |  |
| 20 |  | "Turtles on Trial"                                                           |  | Bill Wolf | Michael Reaves                         |  |  | 1989              |  |        |  |  |

Från Antaressystemet kommer Klaatu, Barada och Nikto, som medverkar i "Invasion of the Turtle Snatchers".

| När TV-programledaren Clayton Kellerman menar att sköldpaddorna utgör ett hot mot samhället, måste de rentvå sitt rykte och besegra Krang och stoppa hans nya robotvapen. Noterbart: Krangs bubbel-robotkropp används för första gången. |  |                                                                              |  |           |                                        |  |  |                   |  |        |  |  |
| 21 |  | "Attack of the 50-Foot Irma"                                                 |  | Bill Wolf | Rowby Goren                            |  |  | 1989              |  |        |  |  |
| Jorden träffas av en meteorit, som enligt professor von Zifflin innehåller ämnet "exaporon". Shredder stjäl meteoriten, och Krang förklarar att Exaporon blandat med en dos från Krangs förstoringsstråle kan få den person som träffas att bli sex gånger större. När Shredder tar sig upp till markytan för att använda strålen på sig själv träffas i stället Irma, som firar sin födelsedag, vilket gör att hon snart utgör en fara för hela staden. Titelreferens: Attack of the 50 Foot Woman |  |                                                                              |  |           |                                        |  |  |                   |  |        |  |  |
| 22 |  | "The Maltese Hamster"                                                        |  | Bill Wolf | David Wise                             |  |  | 1989              |  |        |  |  |
| Gangstertyper rånar antikaffärer runtom i staden, med hjälp av avancerad teknik. När övriga sköldpaddor blir kidnappade är det upp till Donatello och April. Snart visar det sig att Shredder ligger bakom Titelreferens: The Maltese Falcon |  |                                                                              |  |           |                                        |  |  |                   |  |        |  |  |
| 23 |  | "Sky Turtles"                                                                |  | Bill Wolf | Reed Shelly, Bruce Shelly              |  |  | 1989              |  |        |  |  |
| När Krang och Shredder bygger en apparat som kastar om gravitationen i staden flyger allt runt i luften, för att i nästa stund tryckas mot marken. |  |                                                                              |  |           |                                        |  |  |                   |  |        |  |  |
| 24 |  | "The Old Switcheroo"                                                         |  | Bill Wolf | Michael Reaves                         |  |  | 1989              |  |        |  |  |
| Shredder och Splinter byter tillfälligt kroppar, genom en olycka under en strid i ett laboratorium. |  |                                                                              |  |           |                                        |  |  |                   |  |        |  |  |
| 25 |  | "Burne's Blues"                                                              |  | Bill Wolf | Bill Wolf, Gordon Bressack             |  |  | 1989              |  |        |  |  |
| Mitt i en värmevåg under sommaren förstör någon all luftkonditionering, och stjäl all freon i staden. Burne och Vernon ger sig av för att undersöka saken. |  |                                                                              |  |           |                                        |  |  |                   |  |        |  |  |
| 26 |  | "The Fifth Turtle" "Den femte turtlen (video, Sun Studio)"                   |  | Bill Wolf | Francis Moss                           |  |  | 1989              |  |        |  |  |
| När Bebop och Rocksteady stjäl "Capsidiumkristaller" från "Marconilaboratoriet", placerar han dem vid det lokala planetariets teleskop inför en astronomisk konjunktion med Jorden, Månen, Solen och Mars, vilket då ljuset träffar kristallerna skall generera tillräckligt mycket energi nog att få upp Teknodromen till markytan igen. Samtidigt hamnar Donatello och Raphael i strid med en grupp gatuligister, och måste snart ta itu med en pojke vid namn Zack som beundrar sköldpaddorna. |  |                                                                              |  |           |                                        |  |  |                   |  |        |  |  |
| 27 |  | "Enter the Rat King" "Råttornas konung (video, Sun Studio)"                  |  | Bill Wolf | Buzz Dixon                             |  |  | 1989              |  |        |  |  |
| När April gör reportage om stadens råttproblem, kidnappas hon av Råttkungen, en man som bor i kloakerna och med sitt flöjtspel hypnotiserar råttorna. När Splinter hypnotiseras av musiken angriper han sköldpaddorna. I stället måste sköldpaddorna ensamma, tillsammans med Irma och Vernon, leta reda på April. |  |                                                                              |  |           |                                        |  |  |                   |  |        |  |  |
| 28 |  | "Turtles at the Earth's Core" "Turtlarna i Jordens inre (video, Sun Studio)" |  | Bill Wolf | Michael Reaves                         |  |  | 1989              |  |        |  |  |
| En levande dinosaurie springer lös på gatorna, och spåren leder snart till en underjordisk grotta där dinosaurier fortfarande existerar. Shredder, Bebop och Rocksteady har tagit sig till grottan för att komma åt en kristall, som kan användas för att generera energi till Teknodromen. Kristallen visar sig snart vara källan till livet i grottan. Titelreferens: Tarzan at the Earth's Core |  |                                                                              |  |           |                                        |  |  |                   |  |        |  |  |
| 29 |  | "April's Fool"                                                               |  | Bill Wolf | Michael Reaves, Brynne Stephens        |  |  | 1989              |  |        |  |  |
| När kejsar Aleister av Malicuria kommer till USA med prover av Lydium 90, vill Krang åt ämnet för att återuppladda Teknodromen. För att förbättra förbindelserna mellan Malicuria och USA bjuder Aleister in till maskeradbal på Malicurias ambassad i New York. Samtidigt ger sig Aleisters uttråkad dotter, prinsessan Mallory, ut i staden. April tar sig samtidigt in på festen utklädd till prinsessa, och förväxlas snart med Mallory. Snart dyker även Shredder, Bebop och Rocksteady upp för att kidnappa Mallory i utbyte mot Lydium 90. Titelreferens: April fool |  |                                                                              |  |           |                                        |  |  |                   |  |        |  |  |
| 30 |  | "Attack of Big MACC" "Robotkriget (video, Sun Studio)"                       |  | Bill Wolf | Francis Moss                           |  |  | 1989              |  |        |  |  |
| Robotkrigaren MACC från framtiden, 2390 efter Kristus för att vara mer exakt, hamnar i nutiden. Krang och Shredder vill åt roboten för att omprogrammera den. Noterbart: Ace Duck gör ett framträdande i sköldpaddornas TV. |  |                                                                              |  |           |                                        |  |  |                   |  |        |  |  |
| 31 |  | "The Ninja Sword of Nowhere" "The Sword of Nowhere"                          |  | Bill Wolf | Michael Edens, Mark Edens              |  |  | 1989              |  |        |  |  |
| Shredder kommer åt ett uråldrigt japanskt svärd, som visar sig vara gjort av en utomjordisk metall. Metallen kan användas för att förflytta sig genom, och bortom, tid och rum. |  |                                                                              |  |           |                                        |  |  |                   |  |        |  |  |
| 32 |  | "20,000 Leaks Under the City" "Turtlarna på toppen (video, Sun Studio)"      |  | Bill Wolf | Bob Schooley, Mark McCorkle            |  |  | 1989              |  |        |  |  |
| Krang översvämmar New York City med vatten från Atlanten, genom en superpump belägen inuti Teknodromen. Titelreferens: 20 000 Leagues Under the Sea |  |                                                                              |  |           |                                        |  |  |                   |  |        |  |  |
| 33 |  | "Take Me to Your Leader" "Vi är bara de bästa (video, Sun Studio)"           |  | Bill Wolf | David Wise                             |  |  | 1989              |  |        |  |  |
| Leonardo tvivlar på sitt ledarskap, och lämnar övriga sköldpaddor. Samtidigt befinner sig Krang, Shredder, Bebop och Rocksteady i en skyskrapa, där de med hjälp av en solackumulator suger ur energin från Solen och lagrar solenergin i batterier, för att tvinga befolkningen att kapitulera. Titelreferens: Take Me to Your Leader |  |                                                                              |  |           |                                        |  |  |                   |  |        |  |  |
| 34 |  | "Four Musketurtles" "De fyra musketurtles (video, Sun Studio)"               |  | Bill Wolf | Doug Molitor                           |  |  | 1989              |  |        |  |  |
| Mardi gras-paraden kommer till staden, och Leonardo läser Alexandre Dumas d.ä.s bok De tre musketörerna. Samtidigt vill Krang och Shredder åt den nyfunna ädelstenen "Brasiliens stjärna", som egentligen är en borttappad bit impervium som teleporterats från Dimension X och hamnat på Jorden. Krang vill åt diamanten eftersom den kan användas för att skapa ett ogenomträngligt kraftfält, och Bebop och Rocksteady ger sig av till Pfieffers juvelaffär för att knycka den. När sköldpaddorna ger sig av för att stoppa dem, får Leonardo ett slag i huvudet och tror han är d'Artagnan, övriga sköldpaddor är de tre musketörerna och April är drottningen. Titelreferens: The Three Musketeers |  |                                                                              |  |           |                                        |  |  |                   |  |        |  |  |
| 35 |  | "Turtles, Turtles Everywhere"                                                |  | Bill Wolf | David Bennett Carren, J. Larry Carroll |  |  | 1989              |  |        |  |  |
| När staden utvecklat nya robotsopbilar, programmerar Shredder om dem att söka upp sköldpaddor i stället för sopor. Sköldpaddor försvinner snart över hela staden, inklusive en Galápagossköldpadda från utrotningshotad art, men Shredder vill inte åt vanliga sköldpaddor utan åt mutantsköldpaddorna. |  |                                                                              |  |           |                                        |  |  |                   |  |        |  |  |
| 36 |  | "Cowabunga Shredhead"                                                        |  | Bill Wolf | Duane Capizzi, Steve Roberts           |  |  | 1989              |  |        |  |  |
| Shredder använder sig av et hologram för att kidnappa USA:s president.Efter ett datahaveri träffas dock Shredder av en stråle, och tror han är Michelangelo. |  |                                                                              |  |           |                                        |  |  |                   |  |        |  |  |
| 37 |  | "Invasion of the Turtle Snatchers"                                           |  | Bill Wolf | Francis Moss                           |  |  | 1989              |  |        |  |  |
| Utomjordingar för bort Donatello och Rocksteady. Titelreferens: Invasion of the Body Snatchers |  |                                                                              |  |           |                                        |  |  |                   |  |        |  |  |
| 38 |  | "Camera Bugged"                                                              |  | Bill Wolf | Michael Edens, Mark Edens              |  |  | 1989              |  |        |  |  |
| Jorden besöks av en familj från de utomjordiska polarisoiderna, vilkas kameror kan krympa föremål och personer, och stänga in dem i kameran. |  |                                                                              |  |           |                                        |  |  |                   |  |        |  |  |
| 39 |  | "Green With Jealousy"                                                        |  | Bill Wolf | Reed Shelly, Bruce Shelly              |  |  | 1989              |  |        |  |  |
| Krang försöker skaffa energi till Teknodromen från en av amerikanska flottans atomdrivna u-båtar. För att hindra sköldpaddorna från att lägga sig i skickar han Bebop och Rocksteady att förse sköldpaddornas pizza med ett medel, som får dem att förälska sig i den kvinna de senast ser . |  |                                                                              |  |           |                                        |  |  |                   |  |        |  |  |
| 40 |  | "Return of the Fly"                                                          |  | Bill Wolf | Michael Reaves                         |  |  | 1989              |  |        |  |  |
| Baxter Stockman återvänder, och söker hämnd på och sköldpaddorna och Shredder, samtidigt som sköldpaddorna måste hindra Shredder från att skaffa energi till Teknodromen via ett underjordisk vattenmagasin. Noterbart: Greg Berg läser Bebops och Donatellos röster i stället för Barry Gordon. Titelreferens: Return of the Fly |  |                                                                              |  |           |                                        |  |  |                   |  |        |  |  |
| 41 |  | "Casey Jones: Outlaw Hero"                                                   |  | Bill Wolf | David Wise                             |  |  | 1989              |  |        |  |  |
| När en brottsvåg härjar i staden, rensar vigilanten Casey Jones upp på gatorna. Casey Jones hjälper sedan sköldpaddorna att stoppa Krang och Shredder från att ta kontroll över stadens elektriska apparater. |  |                                                                              |  |           |                                        |  |  |                   |  |        |  |  |
| 42 |  | "Mutagen Monster"                                                            |  | Bill Wolf | Michael Edens, Mark Edens              |  |  | 1989              |  |        |  |  |
| Bebop och Rocksteady försöker komma åt ingredienserna för mutagen genom att kapa två tåg med kemikalier ombord. Tågen kolliderar på järnvägen, och ut spills kemikalier. När områdets boskap dricker det förgiftade vattnet, skapas en monstertjur. Noterbart: Greg Berg läser Bebops och Donatellos röster i stället för Barry Gordon. |  |                                                                              |  |           |                                        |  |  |                   |  |        |  |  |
| 43 |  | "Corporate Raiders from Dimension X"                                         |  | Bill Wolf | David Wise                             |  |  | 1989              |  |        |  |  |
| När affärsmän kidnappas och förs bort av män klädda i kostymer, slår sköldpaddorna följe med Casey Jones. Det visar sig snart att Shredder kidnappar affärsmännen, och hjärntvättar dem till att begå brott. När Shredder tagit övertagit Octopus Incorporation ("Bläckfisk AB" i Media Dubbs tolkning) och låst in dess ordförande Octavious Ogilvy (som på grund av nedsatt hörsel inte kan hjärntvättas) måste sköldpaddorna och Casey Jones förhindra Shredder från att föra tillbaka Teknodromen till markytan. |  |                                                                              |  |           |                                        |  |  |                   |  |        |  |  |
| 44 |  | "Pizza by the Shred"                                                         |  | Bill Wolf | Michael Edens, Mark Edens              |  |  | 1989              |  |        |  |  |
| Michelangelo försöker skaffa sig ett arbete som pizzabud, hans arbetsgivare visar sig snart vara Shredder. |  |                                                                              |  |           |                                        |  |  |                   |  |        |  |  |
| 45 |  | "Super Bebop and Mighty Rocksteady"                                          |  | Bill Wolf | David Bennett Carren, J. Larry Carroll |  |  | 1989              |  |        |  |  |
| Shredder och Krang bygger robotar som liknar Bebop och Rocksteady för att sysselsätta sköldpaddorna, medan de placerar en tankekontrollsapparat på Channel 6-byggnadens sändare. Det visar sig dock snart att apparaten skadats då de riktiga Bebop och Rocksteady misslyckades med att placera apparaten på sändaren. |  |                                                                              |  |           |                                        |  |  |                   |  |        |  |  |
| 46 |  | "Beware the Lotus"                                                           |  | Bill Wolf | Doug Molitor                           |  |  | 1989              |  |        |  |  |
| Krang anlitar en kvinnlig ninja, Lotus, för att göra sig av med sköldpaddorna. Leonardo förälskar sig snart i henne. |  |                                                                              |  |           |                                        |  |  |                   |  |        |  |  |
| 47 |  | "Blast from the Past"                                                        |  | Bill Wolf | David Wise                             |  |  | 1989              |  |        |  |  |
| Splinter drabbas av minnesförlust, och sköldpaddorna måste förklara för honom att han är Fotklanens sanna ledare. |  |                                                                              |  |           |                                        |  |  |                   |  |        |  |  |
| 48 |  | "Leatherhead: Terror of the Swamp"                                           |  | Bill Wolf | Michael Reaves                         |  |  | 1989              |  |        |  |  |
| I Florida terroriseras Punkgrodorna av mutantalligatorn Leahterhead. Noterbart: Greg Berg läser Bebops och Donatellos röster i stället för Barry Gordon, medan Dorian Harewood läser Shredders röst i stället för James Avery. |  |                                                                              |  |           |                                        |  |  |                   |  |        |  |  |
| 49 |  | "Michaelangelo's Birthday"                                                   |  | Bill Wolf | Bill Wolf, Eliot Daro                  |  |  | 1989              |  |        |  |  |
| Alla verkar ha glömt Michelangelos födelsedag, och Michelangelo ger sig av. Samtidigt upptäcker Krang och Shredder ett nytt antimutagen, och planerar att använda det på sköldpaddorna. |  |                                                                              |  |           |                                        |  |  |                   |  |        |  |  |
| 50 |  | "Usagi Yojimbo"                                                              |  | Bill Wolf | David Wise                             |  |  | 1989              |  |        |  |  |
| En samurajkanin från feudala Japan i ett alternativt universum, där de dominerande arterna på Jorden är antromorfiska djur, hamnar genom Donatellos dimensionsport i New York City. |  |                                                                              |  |           |                                        |  |  |                   |  |        |  |  |
| 51 |  | "Case of the Hot Kimono"                                                     |  | Bill Wolf | David Bennett Carren, J. Larry Carroll |  |  | 1989              |  |        |  |  |
| En stöldliga stjäl varenda kimono i staden. När Splinters kimono blir stolen hjälper Aprils faster/moster Agatha Marbles till att leta reda på den. Det visar sig att tjuvarna är ute efter en skattkarta till kejsar Nakamuras skatt. Skattkartan visar sig finnas i Splinters kimono, men förgäves. Agatha Marbles ledde nämligen expeditionen som föregående år grävde upp skatten. |  |                                                                              |  |           |                                        |  |  |                   |  |        |  |  |
| 52 |  | "Usagi Come Home"                                                            |  | Bill Wolf | David Wise                             |  |  | 1989              |  |        |  |  |
| Shredder lurar Usagi att angripa sköldpaddorna. Titelreferens: Lassie Come Home. |  |                                                                              |  |           |                                        |  |  |                   |  |        |  |  |
| 53 |  | "The Making of Metalhead"                                                    |  | Bill Wolf | Michael Reaves                         |  |  | 1989              |  |        |  |  |
| Krang bygger en robot, Metalhead, som skall leta upp och förinta sköldpaddorna genom att roboten programmeras med sköldpaddornas kampförmågor. Sköldpaddorna lyckas dock få Metalhead på sin sida. Noterbart: Dorian Harewood läser Shredders röst i stället för James Avery. |  |                                                                              |  |           |                                        |  |  |                   |  |        |  |  |
| 54 |  | "Leatherhead Meets the Rat King"                                             |  | Bill Wolf | David Wise                             |  |  | 1989              |  |        |  |  |
| April, Irma och Vernon får i uppdrag att undersöka en stor stöld av råttgift. Spåret leder till Råttkungen, som tar Irma och Vernon tillfånga, medan hon själv blir tillfångatagen av Leatherhead som kommit till staden till Florida och letar efter sköldpaddorna. Leatherhead förklarar att Råttkungen planerar behärska världen med hjälp av råttgiftet, som han modifierat så att det istället för att döda råttor gör zombier av människor som andas in dess ånga. April lyckas kalla på sköldpaddorna som befriar henne och tillsammans befriar de de övriga journalisterna. Donatello upptäcker att giftet framförallt är explosivt, och sköldpaddorna lurar Leatherhead och Råttkungen att avfyra ett skott vilket antänder giftet varpå fiendens planer tillintetgörs. |  |                                                                              |  |           |                                        |  |  |                   |  |        |  |  |
| 55 |  | "The Turtle Terminator"                                                      |  | Bill Wolf | David Bennett Carren, J. Larry Carroll |  |  | 1989              |  |        |  |  |
| Bebop och Rocksteady kidnappar Irma, och skickar i stället en robot som liknar henne, för att eliminera sköldpaddorna. Så fort någon nämner ordet "sköldpadda" avlossar roboten sina laserstrålar. Noterbart: Greg Berg läser Bebops och Donatellos röster i stället för Barry Gordon, medan Thom Pinto läser Raphaels röst i stället för Rob Paulsen. |  |                                                                              |  |           |                                        |  |  |                   |  |        |  |  |
| 56 |  | "The Great Boldini"                                                          |  | Bill Wolf | Francis Moss                           |  |  | 1989              |  |        |  |  |
| Sköldpaddorna måste rentvå sina namn när de anklagas för en juvelstöld i samband med illusionisten Boldinis föreställning. |  |                                                                              |  |           |                                        |  |  |                   |  |        |  |  |
| 57 |  | "The Missing Map"                                                            |  | Bill Wolf | David Wise                             |  |  | 1989              |  |        |  |  |
| Zachs storebror Walt stjäl en karta till sköldpaddornas gömställe. |  |                                                                              |  |           |                                        |  |  |                   |  |        |  |  |
| 58 |  | "The Gang's All Here"                                                        |  | Bill Wolf | James A. Davis                         |  |  | 1989              |  |        |  |  |
| Shredder försöker lura sköldpaddorna att äta kakor med mutagen, som förvandlar dem till svaga människor, så att Shredder enkelt kan förinta dem. Donatello kommer dock på honom men Michelangelo lyckas av att bli människa, och äter en av kakorna. Samtidigt dyker Bebop och Rocksteadys gamla gäng upp. Titelreferens: Hail, Hail, the Gang's All Here |  |                                                                              |  |           |                                        |  |  |                   |  |        |  |  |
| 59 |  | "The Grybyx"                                                                 |  | Bill Wolf | Michael Reaves                         |  |  | 1989              |  |        |  |  |
| Kalas husdjur, Grybyx, rymmer från Dimension X via en port till Jorden, och ställer till med problem för sköldpaddorna. |  |                                                                              |  |           |                                        |  |  |                   |  |        |  |  |
| 60 |  | "Mr. Ogg Goes to Town"                                                       |  | Bill Wolf | David Wise                             |  |  | 1989              |  |        |  |  |
| Utomjordingen Ogg från Dimension Z kommer till Jorden, och ställer till med trubbel i staden. Titelreferens: Mr. Deeds Goes to Town |  |                                                                              |  |           |                                        |  |  |                   |  |        |  |  |
| 61 |  | "Shredderville"                                                              |  | Bill Wolf | Francis Moss                           |  |  | 18 december 1989  |  |        |  |  |
| Shredder kommer undan. Sköldpaddorna tror världen skulle blivit bättre om de inte muterats. Plötsligt vaknar de och går upp på gatan. Shredder har blivit borgmästare över New York City, eller "Shredderville" som staden bytt namn till. Bebop och Rocksteady har muterats tillbaka till människor, och Shredder driver en hetskampanj mot mutanter. Även April och Irma ser först sköldpaddorna som fiender. Sedan visar det sig att hela statsapparaten är i kaos, och Shredder inte vill vara borgmästare mer. Till slut vaknar sköldpaddorna, för det visar sig att de drömt alltihop. Noterbart: Löst baserad på Livet är underbart |  |                                                                              |  |           |                                        |  |  |                   |  |        |  |  |
| 62 |  | "Bye Bye Fly"                                                                |  | Bill Wolf | David Wise                             |  |  | 19 december 1989  |  |        |  |  |
| April gör reportage från ett nytt arkeologiskt fynd under staden, som ser ut att vara ett gammalt tempel från en okänd kultur. Sköldpaddorna hör Aprils nyhetssändning, och är oroade för att arkeologerna hittar deras kloak, och ger sig ut då de stöter på Shredder, Bebop och Rocksteady. Samtidigt vandrar Baxter Stockman omkring i underjorden i närheten, upptäcker att det inte alls är ett tempel utan ett utomjordiskt rymdskepp som störtade mot Jorden 300 år tidigare. Det är utrustat med en pandimensionell drivvarpa. Och Baxter Stockman blir vän med skeppsdatorn, som är av artificiell intelligens. Baxter Stockman hittar en mutationsstrålpistol inuti rymdskeppet, och förvandlar Shredder till fluga och Michelangelo till ökenråtta. Övriga sköldpaddor lyckas återförvandla Michelangelo, och Bebop och Rocksteady kommer senare åt mutationsstrålpistolen. Baxter försöker programmera skeppskökets robotkockar att laga "sköldpaddssoppa", vilket stoppas. Han tar rymdskeppet dock och ger sig av mot Dimension X, men störtar mot en planet där han faller mot ett gigantiskt spindelnät, och anfalls av en jättespindel. Samtidigt på Jorden upphör utgrävningarna, då "templet" saknas och arkeologerna tror en förbannelse vilar över hela området. Noterbart: Dorian Harewood läser Shredders röst i stället för James Avery. |  |                                                                              |  |           |                                        |  |  |                   |  |        |  |  |
| 63 |  | "The Big Rip Off"                                                            |  | Bill Wolf | Michael Reaves                         |  |  | 20 december 1989  |  |        |  |  |
| Shredder omprogrammerar centraldatorn på amerikanska militärens Fort Charles, när April gör reportage, och stänger in henne i ett lufttät valv för att vilseleda sköldpaddorna att Shredder letar efter energi till Teknodromen där. Samtidigt skickar han Bebop och Rocksteady för att leta efter energitankar på ett laboratorium och mot avsnittets slut inleder Teknodromen sin färd mot markytan. |  |                                                                              |  |           |                                        |  |  |                   |  |        |  |  |
| 64 |  | "The Big Break-In"                                                           |  | Bill Wolf | David Wise                             |  |  | 21 december 1989  |  |        |  |  |
| Teknodromen stiger återigen mot markytan, och sköldpaddorna måste tillsammans med Splinter stoppa Krang och Shredder. |  |                                                                              |  |           |                                        |  |  |                   |  |        |  |  |
| 65 |  | "The Big Blow Out"                                                           |  | Bill Wolf | David Wise                             |  |  | 22 december 1989  |  |        |  |  |
| Efter en serie attacker mot sköldpaddorna, där bland annat en missil sitt mål missar ute på South Dakotas landsbygd och i stället träffar Mount Rushmore, dränerar Krang och Shredder New York City på elektricitet, och använder sig av kraften för att skapa en stor port och skicka Jorden till Dimension X där Krangs rymdflotta väntar på att förinta den. Sköldpaddorna och Splinter måste bekämpa Krang, Shredder, Bebop och Rocksteady innan det är för sent. Sköldpaddorna skickar slutligen hela Teknodromen till Dimension X, och firas som stadens hjältar. |  |                                                                              |  |           |                                        |  |  |                   |  |        |  |  |

### Fotnoter
1. ↑  Mark Pellegrini (27 december 2012). ”Teenage Mutant Ninja Turtles (1987) Season 3 Review (Part One)” (på engelska). Adventures in Poor Taste. Arkiverad från originalet den 27 oktober 2015. https://web.archive.org/web/20151027111323/http://www.adventuresinpoortaste.com/2012/12/27/teenage-mutant-ninja-turtles-1987-season-3-review-part-one/. Läst 10 december 2015.
2. ↑  "Master Splinter" (15 februari 2012). ”1989 Original Fred Wolf Series – Episode 019 (Beneath These Streets)” (på engelska). Mutant Ooze. http://mutantooze.org/wiki/1989-original-fred-wolf-series-episode-019-beneath-these-streets/. Läst 13 december 2015.
3. ↑  "Master Splinter" (15 februari 2012). ”1989 Original Fred Wolf Series – Episode 020 (Turtles on Trial)” (på engelska). Mutant Ooze. http://mutantooze.org/wiki/1989-original-fred-wolf-series-episode-020-turtles-on-trial/. Läst 13 december 2015.
4. ↑  "Master Splinter" (15 februari 2012). ”1989 Original Fred Wolf Series – Episode 021 (Attack of the 50-Foot Irma)” (på engelska). Mutant Ooze. http://mutantooze.org/wiki/1989-original-fred-wolf-series-episode-021-attack-of-the-50-foot-irma/. Läst 13 december 2015.
5. ↑  "Master Splinter" (15 februari 2012). ”1989 Original Fred Wolf Series – Episode 022 (The Maltese Hamster)” (på engelska). Mutant Ooze. http://mutantooze.org/wiki/1989-original-fred-wolf-series-episode-022-the-maltese-hamster/. Läst 13 december 2015.
6. ↑  "Master Splinter" (15 februari 2012). ”1989 Original Fred Wolf Series – Episode 023 (Sky Turtles)” (på engelska). Mutant Ooze. http://mutantooze.org/wiki/1989-original-fred-wolf-series-episode-023-sky-turtles/. Läst 13 december 2015.
7. ↑  "Master Splinter" (15 februari 2012). ”1989 Original Fred Wolf Series – Episode 024 (The Old Switcheroo)” (på engelska). Mutant Ooze. http://mutantooze.org/wiki/1989-original-fred-wolf-series-episode-024-the-old-switcheroo/. Läst 13 december 2015.
8. ↑  "Master Splinter" (15 februari 2012). ”1989 Original Fred Wolf Series – Episode 025 (Burne's Blues)” (på engelska). Mutant Ooze. http://mutantooze.org/wiki/1989-original-fred-wolf-series-episode-025-burnes-blues/. Läst 13 december 2015.
9. ↑  "Master Splinter" (15 februari 2012). ”1989 Original Fred Wolf Series – Episode 026 (The Fifth Turtle)” (på engelska). Mutant Ooze. http://mutantooze.org/wiki/1989-original-fred-wolf-series-episode-026-the-fifth-turtle/. Läst 13 december 2015.
10. ↑  "Master Splinter" (15 februari 2012). ”1989 Original Fred Wolf Series – Episode 027 (Enter the Rat King)” (på engelska). Mutant Ooze. http://mutantooze.org/wiki/1989-original-fred-wolf-series-episode-027-enter-the-rat-king/. Läst 13 december 2015.
11. ↑  "Master Splinter" (15 februari 2012). ”1989 Original Fred Wolf Series – Episode 028 (Turtles at the Earth's Core)” (på engelska). Mutant Ooze. http://mutantooze.org/wiki/1989-original-fred-wolf-series-episode-028-turtles-at-the-earths-core/. Läst 13 december 2015.
12. ↑  "Master Splinter" (15 februari 2012). ”1989 Original Fred Wolf Series – Episode 029 (April's Fool)” (på engelska). Mutant Ooze. http://mutantooze.org/wiki/1989-original-fred-wolf-series-episode-029-aprils-fool/. Läst 13 december 2015.
13. ↑  "Master Splinter" (3 mars 2012). ”1989 Original Fred Wolf Series – Episode 030 (Attack of Big MACC)” (på engelska). Mutant Ooze. http://mutantooze.org/wiki/1989-original-fred-wolf-series-episode-030-attack-of-the-big-macc/. Läst 13 december 2015.
14. ↑  "Master Splinter" (3 mars 2012). ”1989 Original Fred Wolf Series – Episode 031 (The Ninja Sword of Nowhere)” (på engelska). Mutant Ooze. http://mutantooze.org/wiki/1989-original-fred-wolf-series-episode-031-the-ninja-sword-of-nowhere/. Läst 13 december 2015.
15. ↑  "Master Splinter" (3 mars 2012). ”1989 Original Fred Wolf Series – Episode 032 (20,000 Leaks Under the City)” (på engelska). Mutant Ooze. http://mutantooze.org/wiki/1989-original-fred-wolf-series-episode-032-20000-leaks-under-the-city/. Läst 13 december 2015.
16. ↑  "Master Splinter" (3 mars 2012). ”1989 Original Fred Wolf Series – Episode 033 (Me to Your Leader)” (på engelska). Mutant Ooze. http://mutantooze.org/wiki/1989-original-fred-wolf-series-episode-033-take-me-to-your-leader/. Läst 13 december 2015.
17. ↑  "Master Splinter" (3 mars 2012). ”1989 Original Fred Wolf Series – Episode 034 (Four Musketurtles)” (på engelska). Mutant Ooze. http://mutantooze.org/wiki/1989-original-fred-wolf-series-episode-034-the-four-musketurtles/. Läst 13 december 2015.
18. ↑  "Master Splinter" (3 mars 2012). ”1989 Original Fred Wolf Series – Episode 035 (Turtles, Turtles Everywhere)” (på engelska). Mutant Ooze. http://mutantooze.org/wiki/1989-original-fred-wolf-series-episode-035-turtles-turtles-everywhere/. Läst 13 december 2015.
19. ↑  "Master Splinter" (3 mars 2012). ”1989 Original Fred Wolf Series – Episode 036 (Cowabunga Shredhead)” (på engelska). Mutant Ooze. http://mutantooze.org/wiki/1989-original-fred-wolf-series-episode-036-cowabunga-shredhead/. Läst 13 december 2015.
20. ↑  "Master Splinter" (3 mars 2012). ”1989 Original Fred Wolf Series – Episode 037 (Invasion of the Turtle Snatchers)” (på engelska). Mutant Ooze. http://mutantooze.org/wiki/1989-original-fred-wolf-series-episode-037-invasion-of-the-turtle-snatchers/. Läst 13 december 2015.
21. ↑  "Master Splinter" (3 mars 2012). ”1989 Original Fred Wolf Series – Episode 038 (Camera Bugged)” (på engelska). Mutant Ooze. http://mutantooze.org/wiki/1989-original-fred-wolf-series-episode-038-camera-bugged/. Läst 13 december 2015.
22. ↑  "Master Splinter" (3 mars 2012). ”1989 Original Fred Wolf Series – Episode 039 (Green with Jealousy)” (på engelska). Mutant Ooze. http://mutantooze.org/wiki/1989-original-fred-wolf-series-episode-039-green-with-jealousy/. Läst 13 december 2015.
23. ↑  "Master Splinter" (3 mars 2012). ”1989 Original Fred Wolf Series – Episode 040 (Return of the Fly)” (på engelska). Mutant Ooze. http://mutantooze.org/wiki/1989-original-fred-wolf-series-episode-040-return-of-the-fly/. Läst 13 december 2015.
24. ↑  "Master Splinter" (3 mars 2012). ”1989 Original Fred Wolf Series – Episode 041 (Casey Jones: Outlaw Hero)” (på engelska). Mutant Ooze. http://mutantooze.org/wiki/1989-original-fred-wolf-series-episode-041-casey-jones-outlaw-hero/. Läst 13 december 2015.
25. ↑  "Master Splinter" (3 mars 2012). ”1989 Original Fred Wolf Series – Episode 042 (Mutagen Monster)” (på engelska). Mutant Ooze. http://mutantooze.org/wiki/1989-original-fred-wolf-series-episode-042-mutagen-monster/. Läst 13 december 2015.
26. ↑  "Master Splinter" (3 mars 2012). ”1989 Original Fred Wolf Series – Episode 043 (Corporate Raiders from Dimension X)” (på engelska). Mutant Ooze. http://mutantooze.org/wiki/1989-original-fred-wolf-series-episode-043-corporate-raiders-from-dimension-x/. Läst 13 december 2015.
27. ↑  "Master Splinter" (3 mars 2012). ”1989 Original Fred Wolf Series – Episode 044 (Pizza by the Shred)” (på engelska). Mutant Ooze. http://mutantooze.org/wiki/1989-original-fred-wolf-series-episode-044-pizza-by-the-shred/. Läst 13 december 2015.
28. ↑  "Master Splinter" (3 mars 2012). ”1989 Original Fred Wolf Series – Episode 045 (Super Bebop & Mighty Rocksteady)” (på engelska). Mutant Ooze. http://mutantooze.org/wiki/1989-original-fred-wolf-series-episode-045-super-bebop-mighty-rocksteady/. Läst 13 december 2015.
29. ↑  "Master Splinter" (3 mars 2012). ”1989 Original Fred Wolf Series – Episode 046 (Beware the Lotus)” (på engelska). Mutant Ooze. http://mutantooze.org/wiki/1989-original-fred-wolf-series-episode-046-beware-the-lotus/. Läst 13 december 2015.
30. ↑  "Master Splinter" (3 mars 2012). ”1989 Original Fred Wolf Series – Episode 047 (Blast from the Past)” (på engelska). Mutant Ooze. http://mutantooze.org/wiki/1989-original-fred-wolf-series-episode-047-blast-from-the-past/. Läst 13 december 2015.
31. ↑  "Master Splinter" (3 mars 2012). ”1989 Original Fred Wolf Series – Episode 048 (Leatherhead Terror of the Swamp)” (på engelska). Mutant Ooze. http://mutantooze.org/wiki/1989-original-fred-wolf-series-episode-048-leatherhead-terror-of-the-swamp/. Läst 13 december 2015.
32. ↑  "Master Splinter" (3 mars 2012). ”1989 Original Fred Wolf Series – Episode 049 (Michaelangelo's Birthday)” (på engelska). Mutant Ooze. http://mutantooze.org/wiki/1989-original-fred-wolf-series-episode-049-michaelangelos-birthday/. Läst 13 december 2015.
33. ↑  "Master Splinter" (3 mars 2012). ”1989 Original Fred Wolf Series – Episode 050 (Usagi Yojimbo)” (på engelska). Mutant Ooze. http://mutantooze.org/wiki/1989-original-fred-wolf-series-episode-050-usagi-yojimbo/. Läst 13 december 2015.
34. ↑  "Master Splinter" (3 mars 2012). ”1989 Original Fred Wolf Series – Episode 051 (Case of the Hot Kimono)” (på engelska). Mutant Ooze. http://mutantooze.org/wiki/1989-original-fred-wolf-series-episode-051-the-case-of-the-hot-kimono/. Läst 13 december 2015.
35. ↑  "Master Splinter" (3 mars 2012). ”1989 Original Fred Wolf Series – Episode 052 (Usagi Come Home)” (på engelska). Mutant Ooze. http://mutantooze.org/wiki/1989-original-fred-wolf-series-episode-052-usagi-come-home/. Läst 13 december 2015.
36. ↑  "Master Splinter" (3 mars 2012). ”1989 Original Fred Wolf Series – Episode 053 (The Making of Metalhead)” (på engelska). Mutant Ooze. http://mutantooze.org/wiki/1989-original-fred-wolf-series-episode-053-the-making-of-metalhead/. Läst 13 december 2015.
37. ↑  "Master Splinter" (3 mars 2012). ”1989 Original Fred Wolf Series – Episode 054 (Leatherhead Meets the Rat King)” (på engelska). Mutant Ooze. http://mutantooze.org/wiki/1989-original-fred-wolf-series-episode-054-leatherhead-meets-the-rat-king/. Läst 13 december 2015.
38. ↑  "Master Splinter" (3 mars 2012). ”1989 Original Fred Wolf Series – Episode 055 (The Turtle Terminator)” (på engelska). Mutant Ooze. http://mutantooze.org/wiki/1989-original-fred-wolf-series-episode-055-the-turtle-terminator/. Läst 13 december 2015.
39. ↑  "Master Splinter" (3 mars 2012). ”1989 Original Fred Wolf Series – Episode 056 (The Great Boldini)” (på engelska). Mutant Ooze. http://mutantooze.org/wiki/1989-original-fred-wolf-series-episode-056-the-great-boldini/. Läst 13 december 2015.
40. ↑  "Master Splinter" (3 mars 2012). ”1989 Original Fred Wolf Series – Episode 057 (The Missing Map)” (på engelska). Mutant Ooze. http://mutantooze.org/wiki/1989-original-fred-wolf-series-episode-057-the-missing-map/. Läst 13 december 2015.
41. ↑  "Master Splinter" (3 mars 2012). ”1989 Original Fred Wolf Series – Episode 058 (The Gang's All Here)” (på engelska). Mutant Ooze. http://mutantooze.org/wiki/1989-original-fred-wolf-series-episode-058-the-gangs-all-here/. Läst 13 december 2015.
42. ↑  "Master Splinter" (3 mars 2012). ”1989 Original Fred Wolf Series – Episode 059 (The Grybyx)” (på engelska). Mutant Ooze. http://mutantooze.org/wiki/1989-original-fred-wolf-series-episode-059-the-grybyx/. Läst 13 december 2015.
43. ↑  "Master Splinter" (3 mars 2012). ”1989 Original Fred Wolf Series – Episode 060 (Mr. Ogg Goes to Town)” (på engelska). Mutant Ooze. http://mutantooze.org/wiki/1989-original-fred-wolf-series-episode-060-mr-ogg-goes-to-town/. Läst 13 december 2015.
44. ↑  "Master Splinter" (3 mars 2012). ”1989 Original Fred Wolf Series – Episode 061 (Shredderville)” (på engelska). Mutant Ooze. http://mutantooze.org/wiki/1989-original-fred-wolf-series-episode-061-shredderville/. Läst 13 december 2015.
45. ↑  "Master Splinter" (3 mars 2012). ”1989 Original Fred Wolf Series – Episode 062 (Bye Bye Fly)” (på engelska). Mutant Ooze. http://mutantooze.org/wiki/1989-original-fred-wolf-series-episode-062-bye-bye-fly/. Läst 13 december 2015.
46. ↑  "Master Splinter" (3 mars 2012). ”1989 Original Fred Wolf Series – Episode 063 (The Big Rip Off)” (på engelska). Mutant Ooze. http://mutantooze.org/wiki/1989-original-fred-wolf-series-episode-063-the-big-rip-off/. Läst 13 december 2015.
47. ↑  "Master Splinter" (3 mars 2012). ”1989 Original Fred Wolf Series – Episode 064 (The Big Break-In)” (på engelska). Mutant Ooze. Arkiverad från = originalet den 22 december 2015. https://web.archive.org/web/20151222142357/http://mutantooze.org/wiki/1989-original-fred-wolf-series-episode-064-the-big-break-in/. Läst 13 december 2015.
48. ↑  "Master Splinter" (3 mars 2012). ”1989 Original Fred Wolf Series – Episode 065 (The Big Blow Out)” (på engelska). Mutant Ooze. http://mutantooze.org/wiki/1989-original-fred-wolf-series-episode-065-the-big-blowout/. Läst 13 december 2015.